# عبود الشالجي
عبود بن مهدي بن محمد بن أحمد الشالجي (1908 - 1996) كاتب ومحقق عراقي ولد سنة 1900م، في بغداد وتعود أصوله إلى قرية (شلج) قرب نهر الدجيل.

## ولادته ونشأته
ولد عبود بن مهدي بن محمد بن احمد الشالجي في بغداد خلال العقد الاول من القرن الماضي. تقدر سنة ولادته استنادا إلى مسيرته الدراسية بين عامي 1908 و 1910 . نشأ وترعرع في محلة صبابيغ الآل والدهانة والصدرية، وأكمل التحصيل الابتدائي والمتوسط في المدرسة الجعفرية، وأكمل الدراسة الثانوية في المدرسة الثانوية الرسمية.

## حياته
- التحق سنة 1926 بكلية الحقوق، وتخرج فيها سنة 1930.
- عُيّن كاتباً في مجلس النواب، ثم كاتب ضبط في محاكم بغداد.
- عُيّن سنة 1933 حاكماً في المحكمة المدنية.
- انتقل إلى المحاماة سنة 1940.
- أحيل إلى التقاعد سنة 1964 .
- انتقل إلى لبنان حيث تفرغ للقراءة والكتابة، وأخرج باللغة العربية خمسة وعشرين مجلداً، منها (14) مجلداً تحقيقاً، والباقي تأليفاً.

## مؤلفاته
1. الكتابات العامية البغدادية (مجلد واحد).
2. موسوعة الكنايات العامية البغدادية (3 مجلدات).
3. موسوعة العذاب (7 مجلدات).

كتب كانت قيد الطبع لكن احترقت:
1. الرواتب في الإسلام (مجلد واحد).
2. المائدة في الإسلام (مجلد واحد).
3. الأثمان في الإسلام (مجلد واحد).
4. الصداق في الإسلام (مجلد واحد).
5. تطور الطب والجراحة في الإسلام (مجلد واحد).
6. الألقاب (مجلد واحد).
7. الخبر بن صاحب الخبر وصاحب البريد (مجلد واحد).
8. طرائف – ثلاثة مجلدات ما عاينت ما سمعت، ما قرأت.
9. آخر ما قالوا (مجلد واحد).
10. كيف ماتوا؟ (مجلد واحد).

وفي موسوعة (الكنايات العامية البغدادية) مقتطفات من هذه المؤلفات الضائعة، من قرأها أدرك مقدار الخسارة التي اصيب بها القارئ العربي من وراء احرقها!

## الكتب التي حققها
- نشوار المحاضرة وأخبار الذاكرة للقاضي التنوخي (8 مجلدات).
- الفرج بعد الشدة للقاضي التنوخي (5 مجلدات).
- الرسالة البغدادية لأبي حيان التوحيدي (مجلد واحد).[1]

## مع القاضي التنوخي
يقول الشالجي عن سر علاقته بالقاضي التنوخي الذي حقق أكثر من كتاب له:
إعجابي أولا بأسلوبه في الكتابة، وفي إيراده الحوادث: أما أوجه الشبه الموجودة بيني وبينه فقد كان قاضيا، وكنت كذلك، كان متأدبا وكنت كذلك، وكان بعيدا عن خوض غمار السياسة، وكنت كذلك وكان ينظم شعرا متوسطا، وكنت كذلك، وكان قد ترك موطن سكناه حينا من الزمن وكنت كذلك. وقد دفعني إعجابي به إلى السير على غراره في (مشواره) اذ دونت فقرات اشتملت على الف فقرة في مواضيع شتى، وكنت على وشك ان اقوم بنشرها، إلا أن الزمن تعداها!

## وفاته
ظهرت عليه أمراض الشيخوخة وأخذ يشكو منها بعد أن أثقلت خطاه وأصبحت معالم الكبر تبدو واضحة لكل من يراه. وفي أيامه الأخيرة آثر الانزواء والابتعاد عن الظهور إلى أن توفي في لندن يوم 14 أبريل 1996 .